# Oxyopes argyrotrichius
Oxyopes argyrotrichius là một loài nhện trong họ Oxyopidae.
Loài này thuộc chi Oxyopes. Oxyopes argyrotrichius được Cândido Firmino de Mello-Leitão miêu tả năm 1929.